# 마운트배튼윈저

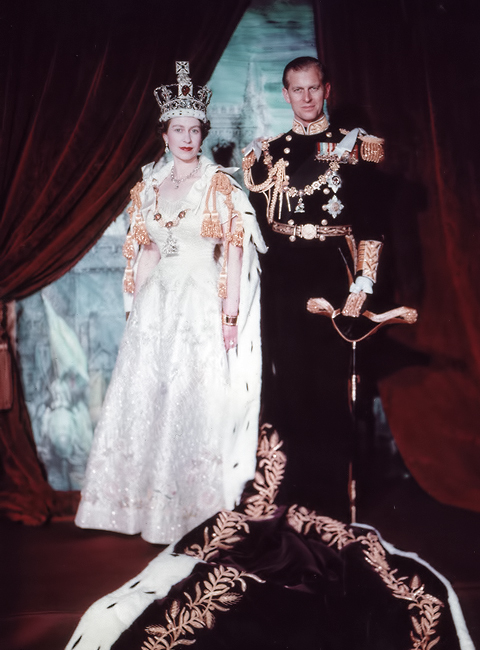
군복을 입은 남편 옆에 왕관과 예복을 입은 엘리자베스, 엘리자베스 2세와 필립의 대관식 초상화

에든버러 공작 필립의 국장

마운트배튼 가문의 문장

윈저 가문의 문장

마운트배튼윈저(Mountbatten-Windsor)는 엘리자베스 2세와 에든버러 공작 필립의 남성의 자손들 중 일부에 사용되는 인명이다. 1960년 추밀원의 선언을 통해 마운트배튼-윈저의 이름은 작위가 없는 여왕의 남성 자손들에 해당한다.

## 같이 보기
- 윈저가
- 글뤽스부르크 왕조
- 마운트배튼가